# Medyeron
Medyeron est un îlot de l'atoll de Wotho, dans les Îles Marshall. Il est situé au nord-ouest de l'atoll et est inhabité. Il s'agit du 3e plus grand îlot de l'atoll après Kabben et Wotho.